# Palle Mørk
Palle Mørk är en dansk stenhuggare, skulptör och formgivare, som bor och arbetar i Brønderslev i Nordjylland i Danmark.
Han har skapat offentlig konst i granit i bland andra Brønderslev, Asaa och Hirtshals.
Palle Mørk högg 2017 skulpturen Mod hjemve för Brønderslev kommun. som kommunen gav till Asaa hamn.
Denna föreställer en sjöjungfru, som sitter på en sten. År 2021 krävde föreningen för ättlingar till skulptören Edvard Eriksen av kommunen att förstöra skulpturen, med motivering att den skulle vara ett plagiat av skulpturen Den lille havfrue på Langelinie i Köpenhamn.

## Verk i urval
- Klumpe, larvikit, granit, 2005, skulptur föreställande en klumpfisk. utanför Nordsøen Oceanarium i Hirtshals[4]
- Hirtshals-Jolle, sten, rondellen vid Jyllandsgade i Hirtshals[5] (tillsammans med Johnny Larsen)
- Mod hjemve, granit, 2017, skulptur föreställande en sjöjungfru, Asaa hamn, Asaa, Jylland